# Лараки, Азеддин
Азеддин Лараки (1 мая 1929, Фес, Марокко — 1 февраля 2010, Рабат, Марокко) — марокканский политический деятель, премьер-министр Марокко (1986—1992).

## Биография
В 1977—1981 гг. — министр национального просвещения и подготовки кадров Марокко,
в 1981—1986 гг. — министр просвещения.
В 1986 г. — заместитель премьер-министра и министр национального просвещения,
в сентябре 1986 — августе 1992 гг. — премьер-министр Марокко.
В 1997—2000 гг. — Генеральный секретарь Организации Исламская конференция.